# Puente de Mazuecos
El puente de Mazuecos está situado en el km 10 de la carretera A-6104 (Úbeda-Jimena), sobre el río Guadalquivir (provincia de Jaén, Andalucía, España), y fue construido en el siglo XVI. Denominado primigeniamente como "Puente Nueva", ha pasado desapercibido para estudiosos del arte, debido en gran parte a la desacertada recomposición que sufrió a principios del siglo XX.

## Descripción
Originalmente, estaba constituido por una bóveda central, de sillería de arenisca, con arranques en los cimientos, con una luz de 32,5 m. A ambos lados del arco, se situaban sendos tambores, de gran grosor, que llegaban hasta la rasante y que disponían de pequeños tajamares aguas abajo, con planta triangular y sombrerete piramidal.
A ambos lados, disponía de estribos aligerados por varios arcos de pequeño tamaño, situados en dos niveles diferentes. Actualmente, la bóveda central no existe y, en su lugar, se dispone una viga de celosía metálica, tipo Warren, apoyada sobre la fábrica original.

## Historia
El puente se construyó en el siglo XVI, iniciándose el 19 de junio de 1561, con la colocación de la primera hilada de piedra, y siendo corregidor de Baeza, D. Ruy Barba de Coronado. Dos fueron los motivos principales perseguidos con la obra de aquella "Puente Nueva": afianzar la variante del camino real entre Toledo y Granada, que pasaba por Baeza]], y por otra parte mejorar la comunicación entre la ciudad de Baeza y otros pueblos de su término al sur del Guadalquivir, como Bedmar o Jimena. 
El puente se finalizó en 1568, con un coste final de 13.890 ducados.
En enero de 1904, la bóveda central del puente se desplomó completamente, como consecuencia de un riada, permaneciendo en pie, solamente, los arranques unidos a los estribos. Se inició su reconstrucción ese mismo año, por el ingeniero Francisco Acedo y Villalobos, que escogió una solución moderna para el vano, finalizando la obra en marzo de 1912.

## Autoría del proyecto y obra
Fue su tracista el maestro cantero baezano Ginés Martínez, autor también de la fuente de Sta. María de Baeza, aunque el remate de la obra recayó en los maestros Juanes de la Carrera y Pedro de Mazueca, vecinos de Canena y de Úbeda respectivamente, por la cantidad de 4.300 ducados. Al parecer, del apellido de este último podría derivarse el nombre con el que se conoce el puente desde mediados del siglo XVII. Así lo afirmaban algunos autores, que atribuyen esta obra y la del cercano Puente del Obispo a un tal Pedro de Mazuecos, aunque hay serias dudas sobre esta afirmación, ya que entre ambas obras existe una diferencia de casi 50 años.
Se baraja igualmente la intervención, a partir de 1565, de Andrés de Vandelvira y Francisco del Castillo el Mozo para la realización de unas segundas trazas. Estos concibieron una obra de empaque arquitectónico. El puente en sí se conformó como un monumental arco de medio punto con tondos conmemorativos en las enjutas, flanqueado por cuatro cubos semicilíndricos. 